# Katleen Martens
Katleen Martens, née le 11 mars 1969 à Hasselt est une femme politique belge flamande, membre du Vlaams Belang.
Elle est institutrice.

## Fonctions politiques
- conseillère communale à Hasselt (2007-)
- députée au Parlement flamand:
  - du 21 décembre 2004 au 25 mai 2014